# Ligne 278 (Infrabel)

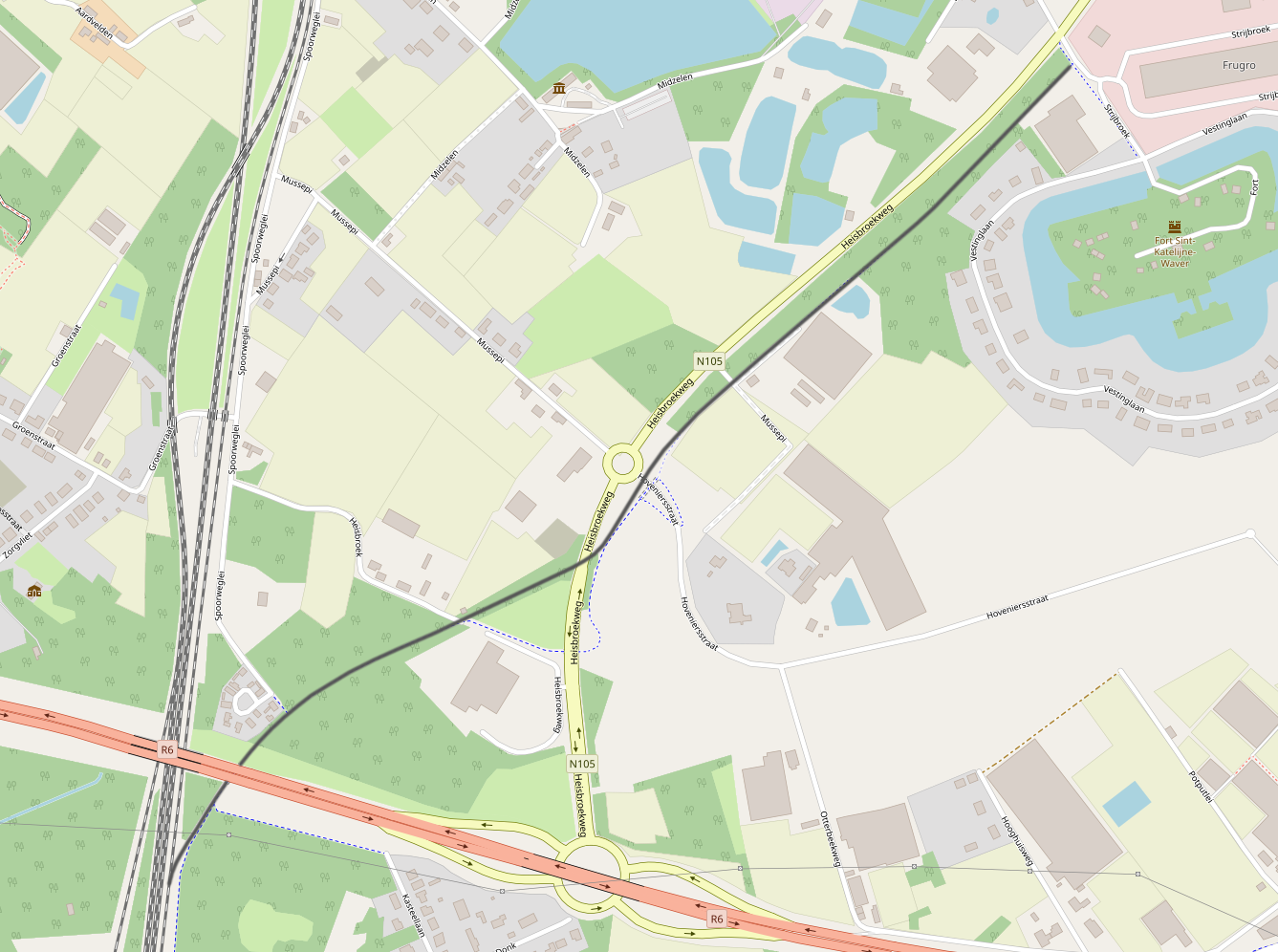
Plan de la ligne 278

La ligne 278 est une ligne ferroviaire industrielle hors service de la commune de Wavre-Sainte-Catherine, en province d'Anvers en Belgique.

## Route

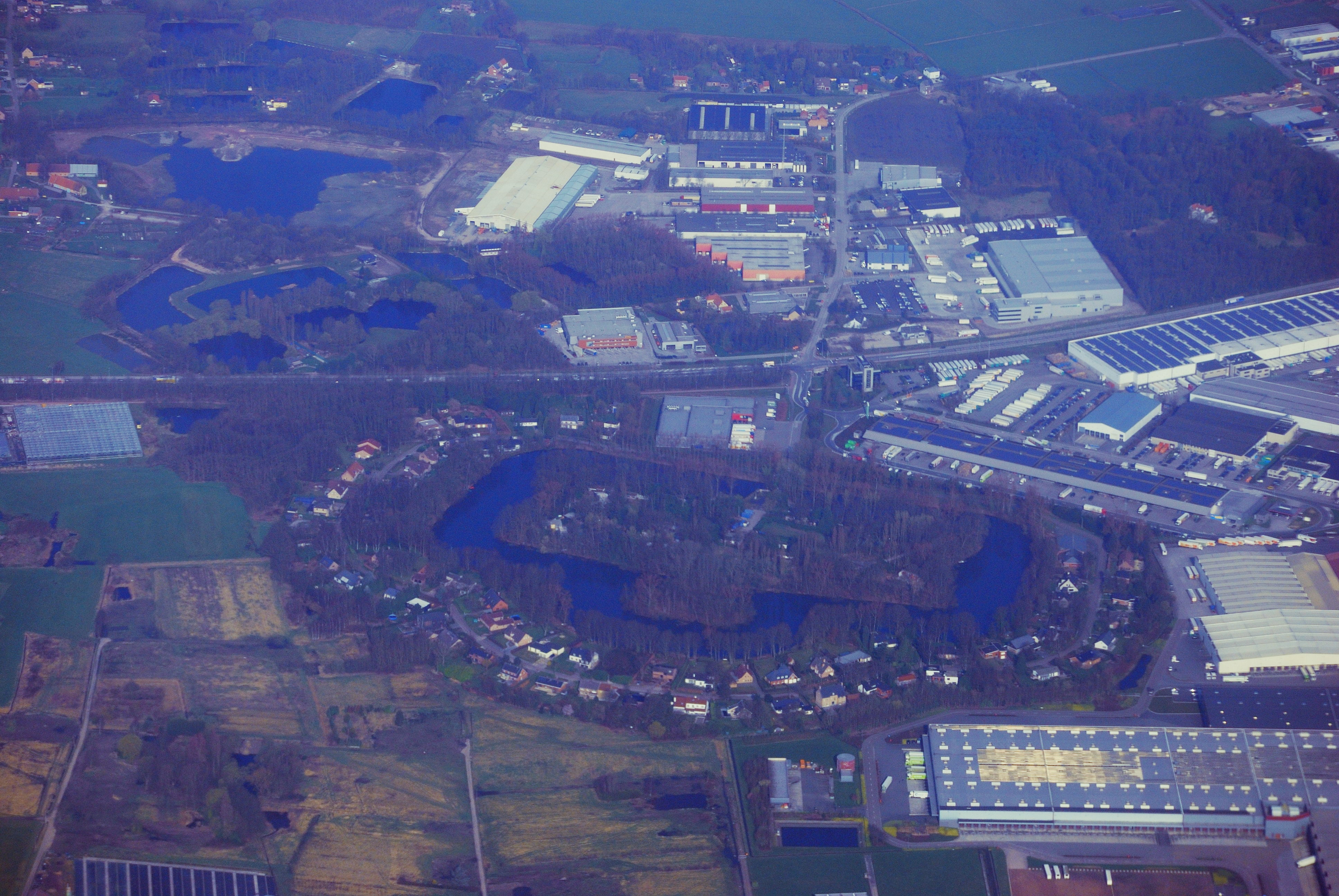
Le terminus de la ligne se trouvait juste avant et à gauche de l'intersection au centre du photo.

La ligne 278 est connectée à la ligne 27B (Weerde - Wavre-Sainte-Catherine) et mêne vers le nord-est jusqu'à la rue Strijbroek au nord du fort Midzelen. Le plupart de la ligne est transformé en piste cyclable.